# Mainar
Mainar – gmina w Hiszpanii, w prowincji Saragossa, w Aragonii, o powierzchni 34,02 km². W 2011 roku gmina liczyła 157 mieszkańców.